# Mark Lewis Jones
Mark Lewis Jones (Rhosllanerchrugog, Gales; 31 de agosto de 1964) es un actor británico, cuyos roles incluyen al capitán Moden Canady en Star Wars: The Last Jedi, un inspector en 55 Degrees North, el soldado Tecton en Troy y Rob Morgan en la serie Stella.

## Biografía
Mark Lewis Jones nació en Gales, Reino Unido, en 1964. Empezó a actuar en su etapa adolescente con Clwyd Youth Theatre y entrenó en el Royal Welsh College of Music & Drama. También actuó en Royal Shakespeare Company y en el teatro Shakespeare's Globe en Londres.
Ha hecho apariciones en numerosas películas y series, entre las que destacan This Life, Holby City, Spooks, Murphy's Law, Waking the Dead y Torchwood. Quizás su papel más importante en BBC fue el del Detective Russell Bing en 55 Degrees North en la que personificaba a un hombre malhablado y cómico.

## Filmografía

### Películas
| Año  | Título                                          | Papel                     | Notas             |
| ---- | ----------------------------------------------- | ------------------------- | ----------------- |
| 1985 | Morons from Outer Space                         | Godfrey (como Mark Jones) |                   |
| 1986 | Valhalla                                        | voz de Odin               | versión en inglés |
| 1989 | The Shell Seekers                               | Danus                     |                   |
| 1990 | Paper Mask                                      | Dr Lloyd                  |                   |
| 1999 | Solomon & Gaenor                                | Crad Rees                 |                   |
| 2003 | Master and Commander: The Far Side of the World | Mr. Hogg                  |                   |
| 2004 | Troy                                            | Tecton                    |                   |
| 2006 | Hydra                                           | Jones                     | cortometraje      |
| 2010 | Robin Hood                                      | Mason Longstride          |                   |
| 2015 | Child 44                                        | Tortoise                  |                   |
| 2015 | Queen of the Desert                             | Frank Lascelles           |                   |
| 2015 | Just Jim                                        | Donald                    |                   |
| 2016 | Trespass Against Us                             | P.C. Pollock              |                   |
| 2016 | Yr Ymadawiad                                    | Stanley                   |                   |
| 2016 | The Lighthouse                                  | Thomas Griffiths          |                   |
| 2017 | Star Wars: The Last Jedi                        | Capitán Moden Canady      |                   |
| 2018 | Apostle                                         | Quinn                     |                   |
| 2018 | Gwen                                            | Mr Wynne                  |                   |
| 2019 | The Good Liar                                   | Bryn                      |                   |
| 2020 | Rebecca                                         | Inspector Welch           |                   |
| 2021 | El gran Maurice                                 | Cliff                     |                   |

### Televisión
2014-2022
Outlander
Tom Christie

| Año                  | Título                             | Papel                       | Notas                        |
| -------------------- | ---------------------------------- | --------------------------- | ---------------------------- |
| 1989; 1991           | The Play on One                    | Constable Davies / Ieuan    | Dos papeles                  |
| 1989                 | The Angry Earth                    | Guto                        |                              |
| 1991                 | The Bill                           | Doctor                      | 1 episodio                   |
| 1991                 | Heroes II: The Return              | Royal Marine Maj.           |                              |
| 1992                 | Between the Lines                  | P.C. Terry Gilzean          |                              |
| 1995                 | Casualty                           | Allsop                      |                              |
| 1995                 | A Mind to Kill                     | Geraint Humphries           |                              |
| 1996                 | Soldier Soldier                    | Capt Jonathan Bell          |                              |
| 1996                 | Dangerfield                        | DI Dicky Sutton             |                              |
| 1996–1997            | This Life                          | Dale Jones                  | Recurrente                   |
| 1997                 | Bride of War                       | Platoon Commander           | 1 episodio                   |
| 1999                 | The Knock                          | David Ancrom                | Papel principal              |
| 2000                 | Where the Heart Is                 | Brian Price                 |                              |
| 2000                 | Jason and the Argonauts            | Mopsus                      | Miniserie                    |
| 2001                 | The Bench                          | Des Davies                  | Principal                    |
| 2001                 | The Infinite Worlds of H. G. Wells | Arthur Brownlow             | papel principal              |
| 2001                 | Tales from Pleasure Beach          | Dunk                        | miniserie                    |
| 2001                 | The Mists of Avalon                | Uther Pendragon             |                              |
| 2001                 | Score                              | Tony                        | serie de televisión          |
| 2002                 | A Mind to Kill                     | Gethin Purse                |                              |
| 2002                 | The Bench                          | Des Davies                  |                              |
| 2002                 | Y Tŷ                               | Jim                         | principal                    |
| 2002                 | Holby City                         | Reece King                  |                              |
| 2002                 | Lenny Blue                         | DC Huw Morgan               |                              |
| 2003                 | The Measure of My Days             | Escapee                     | cortometraje                 |
| 2003                 | Spooks                             | Mark Whooley                |                              |
| 2003                 | Red Cap                            | Sgt. Gary Jennings          |                              |
| 2003                 | Triongl                            | Dewi                        | S4C drama                    |
| 2004                 | Murder Prevention                  | DS Ray Lloyd                |                              |
| 2004                 | Lie with Me                        | Paul Stebbing               |                              |
| 2004                 | Murphy's Law                       | Simpson                     |                              |
| 2005                 | Waking the Dead                    | Tom McQueen                 |                              |
| 2005                 | 55 Degrees North                   | DI Russell Bing             | principal                    |
| 2005–2008            | Con Passionate                     | Irfon                       | principal                    |
| 2006                 | Torchwood                          | John Ellis                  | Episodio "Out of Time"       |
| 2006                 | Cravings                           | Eisner                      |                              |
| 2006                 | Calon Gaeth                        | Josi Evans                  |                              |
| 2006                 | Stick or Twist                     | Russ                        |                              |
| 2006                 | Little White Lies                  | Dr James                    |                              |
| 2007–2009            | Y Pris                             | Chief Constable Bryan Jones | Rol principal                |
| 2007–2008            | The Commander                      | DCI Doug James              |                              |
| 2008                 | The Passion                        | Apóstol Marcos              |                              |
| 2008                 | The Other Boleyn Girl              | Brandon                     |                              |
| 2008                 | Caught in the Act                  | Alan Williams               |                              |
| 2009                 | A Child's Christmases in Wales     | Papá                        |                              |
| 2009                 | Merlín                             | Rey Olaf                    | 1 episodio                   |
| 2009                 | Crash                              | Mike Hill                   |                              |
| 2009                 | Framed                             | Daffyd Hughes               |                              |
| 2009                 | Law and Order UK                   | Mark Powell                 | Episodio: "Love and Loss"    |
| 2009                 | Top of the Cops                    | DCI Doug James              |                              |
| 2009                 | Zig Zag Love                       | Paul Carmichael             |                              |
| 2009                 | Welsh Greats                       | Presentador                 |                              |
| 2010                 | Pen Talar                          | Max                         | "Episodio N.º 1.6"           |
| 2010                 | The Cursed Mirror                  | Sir Oswallt                 | cortometraje                 |
| 2010                 | Bouquet of Barbed Wire             | Simon Clark                 |                              |
| 2011                 | Baker Boys                         | Pete                        | Principal                    |
| 2011                 | Game of Thrones                    | Shagga                      |                              |
| 2011                 | Being Human                        | Richard Hargreaves          |                              |
| 2011                 | Silent Witness                     | D.I. Frank Skipper          |                              |
| 2012                 | Silk                               | Mayor Chris Pierce          | 1 episodio                   |
| 2012                 | Casualty                           | Caleb Flack                 |                              |
| 2012                 | Titanic                            | David Evans                 |                              |
| 2012-2013, 2015-2017 | Stella                             | Rob Morgan                  | Papel principal              |
| 2012                 | Sinbad                             | Azdi                        | Episodio: "Eye of the Tiger" |
| 2013                 | Talking to the Dead                | DCI Owen Jackson            |                              |
| 2013                 | Atlantis                           | Mac                         | 1 episodio                   |
| 2014                 | 37 Days                            | David Lloyd George          |                              |
| 2014                 | Under Milk Wood                    | Vecino                      |                              |
| 2014                 | Puppy Love                         | Dave Wilson                 |                              |
| 2015                 | Hinterland                         | John Bell                   | 1 episodio                   |
| 2015                 | Father Brown                       | Arnold Francis              |                              |
| 2016                 | National Treasure                  | Gerry                       | Principal                    |
| 2016–presente        | Byw Celwydd                        | Dylan Williams              | Principal                    |
| 2017                 | The Machine                        | Thompson                    |                              |
| 2017–presente        | Keeping Faith                      | Steve Baldini               | 2 series; 1 upcoming         |
| 2018                 | Hidden                             | Endaf Elwy                  |                              |
| 2018                 | Partridge in a Bree Tree           | Bear                        |                              |
| 2019                 | Chernobyl                          | General Vladimir Pikalov    |                              |
| 2019–presente        | Carnival Row                       | Magistrado                  | Recurrente                   |
| 2019                 | The Accident                       | Iwan Bevan                  |                              |
| 2019                 | The Crown                          | Dr Edward Millward          | Episodio: "Tywysog Cymru"    |
| 2020                 | Gangs of London                    | Kinney                      | Papel principal              |
| 2020                 | The Third Day                      | Jason                       |                              |